# Iğdır (település)
Iğdır városa Törökország Iğdır tartományának székhelye, az azonos nevű körzet központja. Területe 1479 km², a körzet népessége 2008-ban 121 848 fő volt, a városé pedig 75 824.

## A tartományhoz kötődnek
- Servet Çetin – labdarúgó

## Testvérvárosok
- Sharur, Azerbajdzsán
- Şamaxı, Azerbajdzsán